# Andreas Nicklaus
Andreas Christian Nicklaus (* 20. August 1999 in Flörsheim am Main) ist ein deutscher Basketballspieler.

## Laufbahn
Nicklaus begann erst im Jahr 2014 mit dem Basketball und spielte bereits in der Saison 2014/15 für den TSV Tröster Breitengüßbach in der Jugend-Basketball-Bundesliga. Im Spieljahr 2016/17 gab er seinen Einstand in der 2. Bundesliga ProA im Hemd des 1. FC Baunach, während er weiterhin für den TSV Tröster Breitengüßbach in der Jugend, aber mittlerweile in der Nachwuchs-Basketball-Bundesliga zum Einsatz kam.
Im Sommer 2018 wechselte er zu den Kirchheim Knights (2. Bundesliga ProA). Er spielte bis 2022 für die Mannschaft in der zweithöchsten deutschen Liga, zog sich hernach zum VfL Kirchheim in den Amateurbereich zurück. Mit dem VfL stieg Nicklaus 2023 von der Oberliga in die 2. Regionalliga auf.

## Erfolge
- Deutscher U19-Meister Nachwuchs-Basketball-Bundesliga 2015/16